# Фаласко, Лусио
Лу́сио Фала́ско (исп. Lucio Falasco; род. 19 февраля 2004, Олаваррия, Буэнос-Айрес) — аргентинский футболист, атакующий полузащитник клуба «Альдосиви».

## Клубная карьера
Фаласко — воспитанник клуба «Альдосиви». 22 октября 2022 года в матче против «Сан-Лоренсо» он дебютировал в аргентинской Примере. В 2024 году Лусио на правах аренды перешёл в «Годой-Крус», где выступал за дублирующий состав. По окончании аренды Фаласко вернулся в «Альдосиви».